# فرودگاه واکاتن
فرودگاه واکاتن (به انگلیسی: Whakatane Airport)  یک فرودگاه   با کد یاتا WHK است که یک باند فرود چمن دارد و طول باند آن ۷۵۰ متر است. این فرودگاه در  کشور نیوزلند قرار دارد و در ارتفاع ۶ متری از سطح دریا واقع شده است.